# Железный Густав
«Железный Густав» (нем. Der eiserne Gustav) — роман немецкого писателя Ганса Фаллады, впервые опубликованный в 1938 году.

## Сюжет
Роман представляет собой социально-историческую хронику, действие которой происходит в Германии времён кайзера, Первой мировой войны и Веймарской республики. Оно начинается в 1914 году, на следующий день после убийства Франца-Фердинанда в Сараево. Главный герой романа — Густав Хакендаль, прусский вахмистр в отставке, преуспевающий предприниматель, деспотически правящий своей семьёй и прозванный «Железным» за силу характера. Хакендали становятся жертвами масштабных исторических событий: Густав разоряется, один из его сыновей погибает на фронте, второй становится преступником, дочь — проституткой. Только младшему сыну, Гейнцу, удаётся уцелеть и сохранить порядочность. В финале двое Хакендалей вступают в НСДАП, и это решает все их проблемы.

## Публикация и восприятие
Роман впервые увидел свет в 1938 году в нацистской Германии (Фаллада был единственным крупным писателем, не уехавшим в эмиграцию после прихода Гитлера к власти). Известно, что книга была написана по заказу кинофирмы «Тобис» и стала основой киносценария. Министр пропаганды Третьего рейха Йозеф Геббельс прочёл этот сценарий и потребовал, чтобы главный герой в финале романа вступил в НСДАП. Фаллада пришёл в отчаяние (позже он писал: «Если бы я предвидел такое, я бы никогда не принял этого заказа»), но после внутренней борьбы дописал книгу. «Месяц, когда я писал этот хвост, обведён в моём календаре чёрными чернилами», — рассказал Фаллада позже.
Несмотря на этот вынужденный компромисс, весь тираж романа был изъят из-за чуждого нацизму «прогнившего гуманизма», который обнаружили в тексте цензоры. Экранизация «Железного Густава» не была снята.
Роман высоко оценили за пределами Германии. При этом сразу появились предположения, что искусственная концовка, противоречащая основной части текста, была навязана Фалладе властями. Обстоятельства, при которых появился финал, стали известны уже после войны, когда были опубликованы автобиографические записки Фаллады 1944 года. После смерти писателя восточногерманский литературовед Гюнтер Каспар реконструировал изначальный текст «Железного Густава».